# Honduras Britânicas nos Jogos Olímpicos de Verão de 1972
A Honduras Britânicas participou dos Jogos Olímpicos de Verão de 1952, realizados em Munique, na Alemanha. Nesta participação, o país não conquistou nenhuma medalha.